# Xoán Piñeiro Nogueira

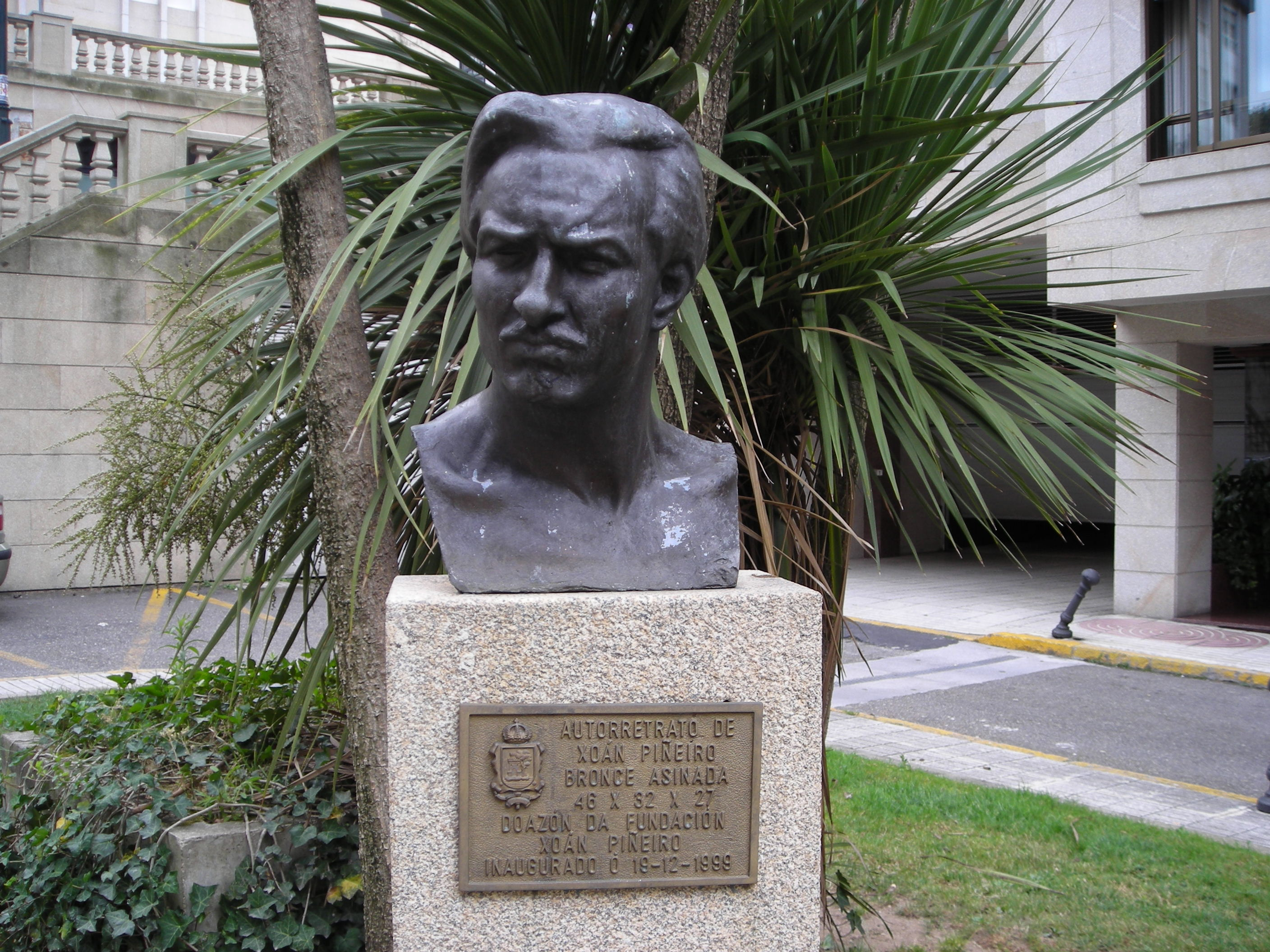
Autorretrato de Xoán Piñeiro, en Vigo.

Xoán Piñeiro Nogueira, escultor gallego, nacido en Hío (Pontevedra) en 1920, fallecido en Porriño en 1980.
Mª Cruz Piñeiro Álvarez, hija del artista, continúa con la labor de su padre en su antiguo taller familiar de Goián (Pontevedra). El antiguo taller, hoy en día fundición artística Arte Bronce Fundición, nació para cubrir las necesidades del escultor Xoán Piñeiro desde 1965, simbolizando el mejor homenaje creativo y divulgativo de la figura de este artista gallego.
Hay obra expuesta en el Museo de Pontevedra.

## Fundación Xoán Piñeiro

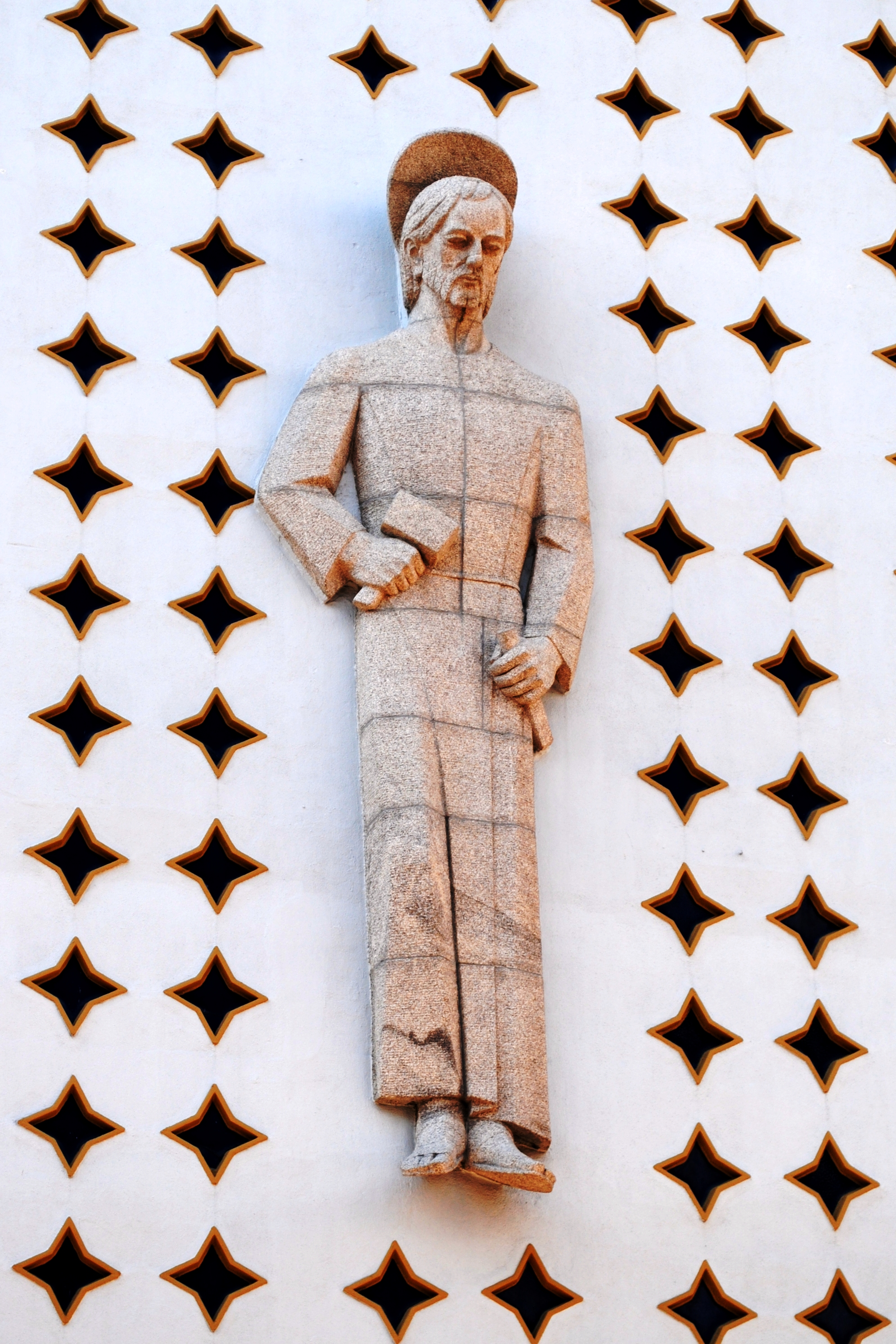
Fachada de S. Xosé Obreiro, Vigo.

La Fundación Xoán Piñeiro inició su camino en el año 1999, con la presentación pública el 16 de marzo.
Dedicó especial atención a poner en marcha el compromiso del Patronato de la Fundación con la incorporación, en este orden, de los Ayuntamientos de Tomiño, Cangas de Morrazo y Vigo a través de sus representantes máximos, por la vinculación que el artista tuvo con estas tres ciudades y precisamente para romper con el factor localista en relación con el lugar donde se ubica la Fundación.
Seguidamente se inicia el trabajo de ampliación de sus fondos con la donación de obras originales de artistas, con piezas singulares, que precisamente van a ser las que le den el contenido que la Fundación establece en sus fines.
El 9 de diciembre se hace la inauguración pública de una plaza en Vigo con el nombre de Xoán Piñeiro, la colocación de un relieve hecho por el artista Manolo Buciños y una réplica del Autorretrato de Xoán Piñeiro, ambas piezas donadas por la Fundación.
La importancia que hoy social y culturalmente se le deben prestar a las actividades alternativas, de alguna manera, es lo que justifica la creación de esta Fundación.
El ánimo de la fundación es establecer un vínculo entre sociedad y Arte como una manifestación dinámica y explosiva en ideas, expresiones y planteamientos. Tarea que requiere de un largo aprendizaje y a veces una lenta disposición.